# Форер, Альфред
Альфред Адольф Форер (нем. Alfred Vohrer; 29 декабря 1914, Штутгарт — 3 февраля 1986, Мюнхен) — немецкий режиссёр, сценарист, актёр.

## Биография
В молодости брал уроки актёрского мастерства и пения. В 1930-х годах дебютировал на сцене Государственного театра в Штутгарте.
Участник Второй мировой войны. На Восточном фронте в 1941 году потерял правую руку. До конца войны работал помощником режиссёров Харальда Брауна и Альфред Брауна на Universum Film AG.
Позже был занят на радио, а с 1949 года — в киноиндустрии, работал режиссёром дубляжа.
С 1958 года — кинорежиссёр. За свою творческую карьеру снял около 57 кино-, телефильмов и сериалов.
Снимал в основном детективные, остросюжетные и приключенческие фильмы, вестерны.

Сыграл в более десяти фильмах. Автор пяти сценариев.
Участник VI, VIII и IX Московских международных кинофестивалей.

## Избранная фильмография
Режиссёр
- 1976 — Каждый умирает в одиночку / Jeder stirbt für sich allein
- 1975—1986 — Деррик / Derrick (телесериал; в общей сложности снял 28 серий)
- 1974 — Ответ знает только ветер / Die Antwort kennt nur der Wind / Seul le vent connaît la réponse
- 1973 — Трое на снегу / Drei Männer im Schnee
- 1972 — Материя, из которой сделаны сны / Der Stoff, aus dem die Träume sind
- 1972 — И дождь смывает все следы / Und der Regen verwischt jede Spur
- 1971 — Любовь — только слово / Liebe ist nur ein Wort
- 1969 — Срок — 7 дней / Sieben Tage Frist
- 1967 — Монах с хлыстом / Der Mönch mit der Peitsche
- 1966 — Громовержец и Виннету / Winnetou und sein Freund Old Firehand (ФРГ, Югославия)
- 1965 — Маг 2 / Neues vom Hexer
- 1965 — Верная Рука — друг индейцев / Old Surehand, 1. Teil (ФРГ, Югославия)
- 1964 — Среди коршунов /Frontier Hellcat / Unter Geiern (ФРГ, Югославия, Франция, Италия)
- 1964 — Маг / Der Hexer
- 1963 — Индийский шарф / Das Indische Tuch
- 1962 — Постоялый двор на Темзе / Das Gasthaus an der Themse
- 1962 — Дверь на семи замках / Die Tür mit den 7 Schlössern (ФРГ, Франция)
- 1961 — Мёртвые глаза Лондона / Die toten Augen von London
- 1958 — Грязный ангел / Schmutziger Engel
- 1958 — Мои девяносто девять невест / Meine 99 Bräute

Сценарист
- 1968 — Горилла из Сохо / Der Gorilla von Soho
- 1970 — Секс Гнездо/ Das gelbe Haus am Pinnasberg

Роли в кино
- 1972 — Что они сделали с Соланж? / Cosa avete fatto a Solange? (Италия, ФРГ) — Эдгара Уоллес (немецкая версия — нет в титрах)
- 1969 — Двуликий / A Doppia faccia (ФРГ, Италия) — эпизод (нет в титрах)
- 1966 — Цирк страха / Circus of Fear (Великобритания, ФРГ) — эпизод (нет в титрах)
- 1965 — Маг 2 / Neues vom Hexer (ФРГ) — эпизод (нет в титрах)
- 1962 — Дверь на семи замках / Die Tür mit den 7 Schlössern (ФРГ, Франция) — эпизод (нет в титрах)